# Carl Auen
Carl Theodor Auen (Düsseldorf, 16 febbraio 1892 – Berlino Ovest, 23 giugno 1970) è stato un attore tedesco.

## Filmografia parziale
- Der Dolch des Malayen, regia di Léo Lasko (1919)
- Abenteurerblut, regia di Richard Hutter (1920)
- Tragedia al circo Royal (Tragödie im Zirkus Royal), regia di Alfred Lind (1928)
- Il ballerino della casa d'oro (Der Tanzstudent), regia di Johannes Guter (1928)
- Husarenliebe, regia di Carl Heinz Wolff (1932)
- Marschall Vorwärts, regia di Heinz Paul (1932)
- Uno dei tanti (Hans Westmar), regia di Franz Wenzler (1933)
- L'anello tragico (Savoy-Hotel 217), regia di Gustav Ucicky (1936)
- Fridericus, regia di Johannes Meyer (1937)
- La prigioniera di Sidney (Zu neuen Ufern), regia di Douglas Sirk (1937)
- Il sepolcro indiano (Das indische Grabmal), regia di Richard Eichberg (1938)